# Dionisi d'Argos
Dionisi d'Argos (en grec antic: Διονύσιος, llatí: Dyonisius) fou un escultor en bronze de l'antiga Grècia que, juntament amb Glauc d'Argos, va construir les obres que Mícit de Règion va dedicar al temple d'Olímpia. Com que Mícit va succeir a Anaxilau de Règion com a tirà el 476 aC, això permet fixar la seva vida al segle v aC.
Va fer estàtues pels Jocs portant halters (peses que s'usaven per saltar), de Dionís, d'Orfeu i de Zeus sense barba. També va fer un cavall i un carro en bronze dedicat per Formis de Menàlia al santuari d'Olímpia, segons descriu Pausànias.